# یوسف‌آباد املش
یوسف آباد املش یک روستا در ایران است که در استان گیلان واقع شده‌است. یوسف آباد املش ۹۹ نفر جمعیت دارد.